# I Hate Valentine's Day
I Hate Valentine's Day är en romantisk komedi film från 2008 skriven och regisserad av Nia Vardalos. Filmens stjärnor Vardalos och John Corbett sågs tidigare tillsammans i Vardalos stora hit Mitt stora feta grekiska bröllop från 2002.

## Handling
Floristen Genevieve Gernier (Vardalos) anser att det bästa sättet att uppnå romantisk upplevelse är att aldrig gå på mer än fem dejter med samma man. Hon tvingas ompröva sin filosofi när hon möter Greg Gatlin (Corbett), en krögare som flyttar in i hennes grannskap.